# Císařovna Čang (Chung-si)
Císařovna Čang (čínsky v českém přepisu Čang chuang-chou, pchin-jinem Zhāng huánghòu, znaky 張皇后, 1379 – 20. listopadu 1442), zkráceným posmrtným jménem císařovna Čcheng-siao-čao (čínsky v českém přepisu Čcheng-siao-čao chuang-chou, pchin-jinem Chéngxiàozhāo huánghòu, znaky 誠孝昭皇后), příjmením Čang (čínsky pchin-jinem Zhāng, znaky 張) byla mingská císařovna, manželka Chung-siho, císaře čínské říše Ming.

## Život
Paní Čang pocházela ze severočínské provincie Šan-si. Narodila se roku 1379, byla dcerou Čang Čchiho. Stala se první z manželek Ču Kao-čch'a, nejstaršího syna Ču Tiho, knížete z Jen. V občanské válce v letech 1399–1402 Ču Ti porazil císaře Ťien-wena a v červenci 1402 usedl na trůn. Svého nejstaršího syna jmenoval roku 1404 korunním princem, adekvátně vzrostlo i postavení paní Čang. Dne 7. září 1424, po smrti otce, Ču Kao-čch’ nastoupil na trůn jako císař Chung-si a 29. října 1424 svou první ženu jmenoval císařovnou. Dala mu tři syny – Ču Čan-ťiho, od roku 1424 korunního prince a po Chung-siho úmrtí (roku 1425) císaře Süan-teho, Ču Čan-junga, od roku 1424 knížete z Jüe, a Ču Čan-šana, od roku 1424 knížete ze Siang, a jednu dceru, princeznu Ťien-sing.
Po smrti manžela roku 1425 obdržela titul „císařovna vdova“ (皇太後, chuang-tchaj-chou), po smrti syna-císaře Süan-teho titul „velká císařovna vdova“ (太皇太后, tchaj-chuang-tchaj-chou), udělovaný babičce panujícího císaře.
Jing-cung, nejstarší syn Süan-teho, prohlášený císařem roku 1435 byl ještě malý (narodil se roku 1427). Zemi vládli „tři Jangové“ – velcí sekretáři Jang Š’-čchi, Jang Žung a Jang Pchu ve spolupráci s předními eunuchy, především císařovým učitelem Wang Čenem, pod předsednictvím velké císařovny vdovy Čang. Paní Čang se tím z vůle Süan-teho stala neoficiální regentkou. V čele vlády zůstala do své smrti.
Zemřela 20. listopadu 1442.